# Preta Pretinha
"Preta Pretinha" é uma canção do grupo baiano de MPB Novos Baianos, lançada em 1972 no álbum Acabou Chorare. A música foi escolhida como uma das 100 Maiores Músicas Brasileiras de Todos os Tempos pela revista Rolling Stone Brasil.

## Gravação
A canção foi gravada no estúdio Somil. Aparece duas vezes no disco Acabou Chorare de 1972, a primeira versão com duração de 6:40 minutos (faixa 2) e a segunda com 3:25 minutos (faixa 10). As duas versões foram lançadas pois a gravadora se preocupava com a duração da canção de quase sete minutos (a original), que poderia ser rejeitada pelas rádios, então a versão alternativa foi incluída no disco. Por fim, a versão mais tocada nas rádios foi a mais longa.

## Letra
A letra foi escrita por Luiz Galvão para uma moça que havia conhecido em Niterói, numa viagem do grupo ao Rio de Janeiro.
| “ | “A jovem combinou comigo para que eu fosse a Niterói conhecer seu pai e, na volta, ela viria morar comigo no apartamento dos Novos Baianos, em Botafogo. Pegamos a barca, conheci o pai dela, mas, na volta, ela se arrependeu e voltou para o seu namorado. À noite, escrevi a letra sob o impacto desse insucesso e, na certa, o subconsciente deu uma panorâmica em todas as minhas histórias de amor | ” |
|   | — Luiz Galvão. |   |

A inspiração para completar a canção foi de uma antiga namorada de Juazeiro.

## Música
A melodia é composta por Moraes Moreira com arranjos de Pepeu Gomes. Possui uma harmonia simples, que torna possível de se acompanhar com apenas dois acordes. A introdução em bandolim é tocada por Pepeu Gomes, o que foi enfatizado depois por Moraes Moreira tanto na primeira quanto na segunda parte da canção.
O final contém uma insistente repetição dos versos "eu ia lhe chamar / enquanto corria a barca", com um coro e uma subida de oitava do vocalista, que torna a canção ainda mais memorável.

## Repercussão
A canção foi o maior sucesso comercial dos Novos Baianos, e uma das mais tocadas do ano de 1972. Os direitos autorais da canção permitiram que o letrista Luiz Galvão adquirisse um sítio na época de lançamento da canção.

## Ficha técnica
Ficha dada por Maria Luiza Kfouri:
- Moraes Moreira: voz, violão
- Dadi Carvalho: baixo elétrico
- Pepeu Gomes: craviola

Reprise
- Baby Consuelo: afoxé
- Moraes Moreira: voz, violão
- Dadi Carvalho: baixo elétrico
- Pepeu Gomes: craviola
- Jorginho Gomes: cavaquinho
- Paulinho Boca de Cantor: pandeiro

## Outras versões
- Moraes Moreira regravou a canção em carreira solo;
- Chico Science teria feito uma nova versão desta música para a coetânea que homenagearia os Novos Baianos, que nunca foi lançada; não se sabe se foi ou não gravada a versão, já que a nota que anunciava foi pouco antes da morte do ex-vocalista da Nação Zumbi;[4]
- Márcia Castro regravou a canção em 2012;
- Alexandre Pires fez uma versão mais rápida e eletrônica e incluiu em seu álbum Eletrosamba, de 2012.
- Os Atuais, de Tucunduva/RS, gravaram uma versão em bandinha, incluída no CD Uma Melhor Que a Outra, de 1998.